# MTU腓特烈港有限公司
MTU腓德烈斯哈芬有限公司（德語：MTU Friedrichshafen GmbH）是德国一家著名的商用引擎制造商，总部位于德国巴登-符腾堡州腓特烈港（腓特烈港 德語：Friedrichshafen）。
公司前身为始创于1909年的“飞行器发动机制造厂”（Luftfahrzeug-Motorenbau GmbH），由德国工程师威廉·邁巴赫与他的儿子卡尔·邁巴赫合作创立，公司位于司图加特近郊的毕辛根（Bissingen），是当时赫赫有名的飞艇发动机制造商。1912年，公司迁至现在的腓特烈港并更名为“发动机有限公司”（Motorenbau GmbH），至1918年又改名为“邁巴赫发动机有限公司”（Maybach-Motorenbau GmbH），开始涉足汽车发动机领域。1923年开始生产高性能的柴油机。1960年，公司被梅赛德斯-賓士收购，并于1969年更名为“发动机及涡轮机联盟腓德烈斯哈芬有限公司”（Motoren und Turbinen-Union Friedrichshafen GmbH）。2001年更名为“MTU腓德烈斯哈芬有限公司”。
Tognum AG 公司是在2005年底私募股權基金 EQT IV收購了戴姆勒克萊斯勒的幾個非公路部門後成立的。所有單位均應採用公司品牌，但否則將獨立運作。Tognum AG 於2007年7月2日上市，在法蘭克福證券交易所上市。EQT retained 集團(NYSE:EQT)保留了22.3％的少數股份，直到2008年4月出售給戴姆勒股份公司為止。
2011年3月9日，勞斯萊斯控股公司（Rolls-Royce Holdings）和戴姆勒股份公司（Daimler AG)，他們計劃以對半攤提42億美元的價格，發起了對Tognum AG 的收購。如果合資公司成功建立，它將計劃在法蘭克福證券交易所上市，並合併勞斯萊斯現有的位於卑爾根（Bergen）的引擎部門業務。Tognum 擁有MTU腓德烈斯哈芬有限公司 ，它是一家技術領先的工業和船用柴油機製造商。勞斯萊斯的卑爾根附屬引擎部門是目前唯一的天然氣開採機械和柴油引擎製造商。
2011年6月24日，兩家公司宣布，其34億歐元的聯合要約收購成功，其中Tognum AG 的94％的股東接受了該報價。
2011年9月，兩家公司完成了對Tognum AG 的收購，直到2014年1月，公司更名為Rolls-Royce Power Systems AG，該業務繼續以Tognum AG 的身份進行交易。勞斯萊斯控股公司（Rolls-Royce Holdings）在2014年3月確認，他們將收購戴姆勒公司（Daimler AG）在合資公司中50％的股份。戴姆勒公司將繼續向勞斯萊斯提供發動機，這是到2025年的現有長期供應協議的一部分，這是由於較小規模的MTU發動機產品源自戴姆勒公司在其公路商用車中使用的柴油發動機系列。
目前，MTU腓德烈斯哈芬有限公司为勞斯萊斯股份有限公司属下公司，是世界领先的柴油引擎制造商，其柴油发动机产品线功率从35千瓦至9000千瓦，廣泛用于舰船、坦克、重型汽车、工程机械和铁路机车。

## 参看
- MTU航空发动机有限公司